# Flugplatz Gmunden-Laakirchen

i7
i11
i13
Der Flugplatz Gmunden-Laakirchen (ICAO-Code: LOLU) ist ein ziviler öffentlicher Sportflugplatz im oberösterreichischen Traunviertel. Der Flugplatz liegt etwa 2 km nordöstlich von Gschwandt im Gemeindegebiet von Laakirchen im Bezirk Gmunden. Betrieben wird der Flugplatz vom Verein "Fliegerclub Traunsee", der am 1. Jänner 2017 aus der Vereinigung der beiden Vereine „Sportfliegerclub Salzkammergut“ und „Flugring Traunsee“ entstand.
Die Bahn ist für Flugzeuge bis max. 2 t MTOW zugelassen. Der Flugplatz wird von Motorflugzeugen, Motorseglern, Hubschraubern, Ultraleichtflugzeugen sowie Fallschirmspringern benutzt. Auf dem Gelände sind Hangargebäude, ein Kontrollturm, eine Tankstelle sowie eine Gaststätte vorhanden.